# Betül Kaçar

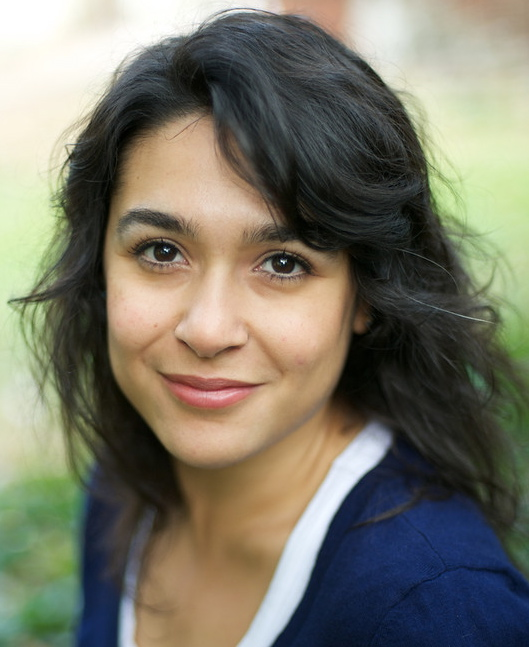
Betül Kacar

Betül Kaçar (* 1983 in Istanbul) ist eine türkisch-US-amerikanische Astrobiologin und Assistenzprofessorin an der Universität von Wisconsin. Sie leitet ein Astrobiologie-Forschungszentrum der NASA, das sich mit den wesentlichen Merkmalen des Lebens, seinen Ursprüngen und der Frage befasst, wie diese unsere Vorstellungen von der Bewohnbarkeit und der Suche nach Leben auf anderen Welten beeinflussen sollten.

## Bildung und Karriere
Kaçar wurde 1983 in Istanbul geboren. Sie war die erste Frau in ihrer Familie, die eine formale Ausbildung erhielt. Sie studierte Chemie an der Marmara-Universität und erhielt ein Stipendium des Howard Hughes Medical Institute für einen Forschungsaufenthalt an der Emory University, wo sie organische Chemie studierte. 2004 kehrte sie an die Emory University zurück und promovierte schließlich 2010 in Biomolekularer Chemie über die Struktur-Funktions-Beziehung von Enzymen. Nach der Promotion widmete sich Kaçar der Erforschung der Ursprünge des Lebens. 2010 wurde sie als NASA-Postdoktorandin an das Georgia Institute of Technology berufen. 2011 erhielt sie ein NASA-Stipendium, 2013 folgte eine Förderung durch das NASA Astrobiology Institute and Exobiology Branch. Im Jahr 2014 wechselte sie an die Harvard University, wo sie als Fellow in der Abteilung für Organismische und Evolutionsbiologie eine unabhängige Forschungsgruppe leitete. Im Jahr 2015 erhielt sie das Templeton Fellowship und wurde Mitglied der Harvard Origins Initiative. 2019 wurde sie zum NASA Early Career Faculty Fellow ernannt. Im Jahr 2020 erhielt sie das Scialog-Stipendium für ihre Studien über das Leben im Universum von der Research Corporation and Science Advancement (RCSA).

## Forschung
Kaçars Forschung umfasst die Ursprünge des Lebens, die frühe Evolution, das Leben im Universum und die Frage, wie die molekularen Mechanismen der Evolution verstanden werden können. Derzeit leitet sie ein Astrobiologiezentrum der NASA, das sich mit molekularer Paläobiologie beschäftigt, um fremde Planeten und altes Leben zu verstehen. Sie ist die erste türkische Frau und die jüngste Wissenschaftlerin an der Spitze eines NASA-Forschungszentrums. Sie war die erste, die ein altes Gen in einem modernen mikrobiellen Genom wiederbelebt hat. Sie prägte den Begriff des Paläophänotyp, indem sie die Evolutionsgeschichte zeitgenössischer Komponenten rekonstruierte und untersuchte und dann deren Phänotypen mit Biosignaturen verknüpfte, um einen Einblick in Innovationen zu geben, die in der Gesteinsüberlieferung und damit im geologischen und ökologischen Kontext verankert sind. Im Jahr 2020 schlug sie eine mögliche Anwendung der präbiotischen Chemie, die Protospermie, vor, bei der die chemische Kapazität für die Entstehung von Leben auf einem anderen Planetenkörper gesendet wird. Ihr Forschungsteam definierte „evolutionäres Abwürgen“ als einen evolutionären Mechanismus, der ein Modul daran hindert, seinen lokalen Leistungshöhepunkt zu erreichen, und dadurch eine genetische Last auferlegt, d. h. der Organismus, der ein abgewürgtes Modul trägt, erleidet einen Fitnessverlust im Vergleich zu einem Organismus, dessen Modulleistung optimal ist.
Kaçar ist Professorin an der Universität von Wisconsin in der Abteilung für Bakteriologie. Außerdem ist sie außerordentliche Professorin am Earth-Life Science Institute (ELSI) des Tokyo Institute of Technology. Sie wurde als „prominentes Mitglied“ des NASA Astrobiology Institute bezeichnet. Als leitende Forscherin erhielt sie Fördermittel in Höhe von über 9 Millionen Dollar.

## Gemeinschaftsarbeit
Kaçar ist Mitbegründerin des einzigen astrobiologischen Outreach- und Basisnetzwerks SAGANet (Social Action for Grassroots Astrobiology Network), das weltweit Lehrkräfte und Studenten in der astrobiologischen Forschung unterstützt. Im Jahr 2011 wurde Kaçar Mitglied des Blue Marble Space Institute of Science. Zuvor war sie Teil des Global Science Coordinator für das ELSI Origins Network, das darauf abzielt, die Beteiligung von Nachwuchswissenschaftlern auf dem Gebiet der Entstehung des Lebens zu erhöhen. Sie sprach über die Suche nach außerirdischem Leben auf der SXSW im Jahr 2020. Sie ist Partnerin der 2020 UN Women Generation Equality Campaign, die sich weltweit für die Bildung von Mädchen und Frauen einsetzt.

## Auszeichnungen und Ehrungen
Der Asteroid (284919) Kaçar, der 2010 von Astronomen mit dem Weltraumteleskop WISE entdeckt wurde, wurde ihr zu Ehren benannt. Die offizielle Namensnennung wurde von der Arbeitsgruppe für die Nomenklatur von Kleinplaneten der IAU am 8. November 2021 veröffentlicht.
2025 wurde sie mit dem Keck Foundation Award für ihre Forschung zur Evolution der Stickstoffbindung ausgezeichnet.